# Leifheit (Unternehmen)
Die Leifheit AG ist ein börsennotierter Hersteller von Haushaltswaren für Reinigung, Wäschepflege und Küche mit Firmensitz in Nassau an der Lahn.

## Geschichte

### 1959 bis 1974: Gründung und Jahre unter dem Ehepaar Leifheit
Das Unternehmen wurde 1959 von Ingeborg und Günter Leifheit in rheinland-pfälzischen Nassau als „Günter Leifheit KG“ gegründet. Im Jahr 1960 wurde die Produktion von Teppichkehrern nach Entwürfen von Hans Erich Slany aufgenommen. Die erste ausländische Niederlassung wurde 1966 in den Niederlanden eröffnet, 1967 der Wischgeräte-Hersteller Sooger in Solingen übernommen.
1968 wurde ein ausziehbarer Wäschetrockner in den Markt eingeführt – seitdem eines der erfolgreichsten Produkte der Firma. Im Jahr darauf entstand eine Niederlassung in Frankreich. Mit der Herstellung von jährlich rund zwei Millionen Teppichkehrern wurde das Unternehmen 1970 führender Anbieter für dieses Produkt in Europa.
1972 wurde Leifheit von der New Yorker ITT Corporation übernommen. Die Eröffnung einer britischen Niederlassung folgte. Zwei Jahre später zog sich das Gründerehepaar aus der Leitung des Unternehmens zurück.

### 1974 bis 2020: Verschiedene Übernahmen und Internationalisierung
Nach der Eröffnung weiterer Niederlassungen in der Schweiz und Italien brachte die Deutsche Bank, die inzwischen Eigentümer geworden war, das Unternehmen 1984 an die Börse. Weitere Niederlassungen in Spanien und Belgien folgten.
Von 1988 bis 2013 wurden in Lizenz Backgerätschaften unter der Marke „Dr. Oetker Backgeräte“ hergestellt. Mit Übernahme der schweizerischen Spirella AG erfolgte ebenfalls 1988 auch der Einstieg in den Badbereich, der 1989 durch Erwerb der Badtextilienfabrik BTF in Bremen (Marke „Kleine Wolke“) und 1993 durch die von der Gold-Zack Werke AG erworbenen Firmen Semer in Düren sowie das Badgeschäft der Nitex GmbH in der Wedemark ergänzt wurde.
1995 wurde in Blatná (Tschechische Republik) ein weiteres Werk errichtet als auch eine Niederlassung in Österreich eröffnet. Ein Jahr später wurde die Leifheit Asia Ltd. in Hongkong gegründet. Es folgten Übernahmen der FRZ-Metallwarenfabrik Ruschitzka GmbH & Co. KG (Zuzenhausen bei Heidelberg) und der Meusch-Gruppe. Zum Jahresanfang 2001 stockte die Leifheit AG ihre Anteile an Birambeau, einem französischen Unternehmen mit Sitz in Paris und Produktion in Chablis, zu einer Mehrheit auf. Ebenfalls seit 2001 gehört auch die Marke Soehnle (Waagen und Wellbeing-Produkte), welche ursprünglich in Murrhardt beheimatet gewesen war, zur Leifheit-Gruppe. 2008 wurde der führende französische Hersteller von Wäschetrocknern, Herby, übernommen.
Im Jahr 2010 erfolgte der Verkauf der Badsparte (Kleine Wolke, Meusch und Spirella) an Possehl. 2015 verkaufte die Familie Schuler-Voith ihre Anteile an dem Unternehmen, wonach der Streubesitz des Unternehmens deutlich zunahm. In den 2010er-Jahren fand ein starkes Wachstum auf den osteuropäischen Märkten statt.

## Unternehmensstruktur

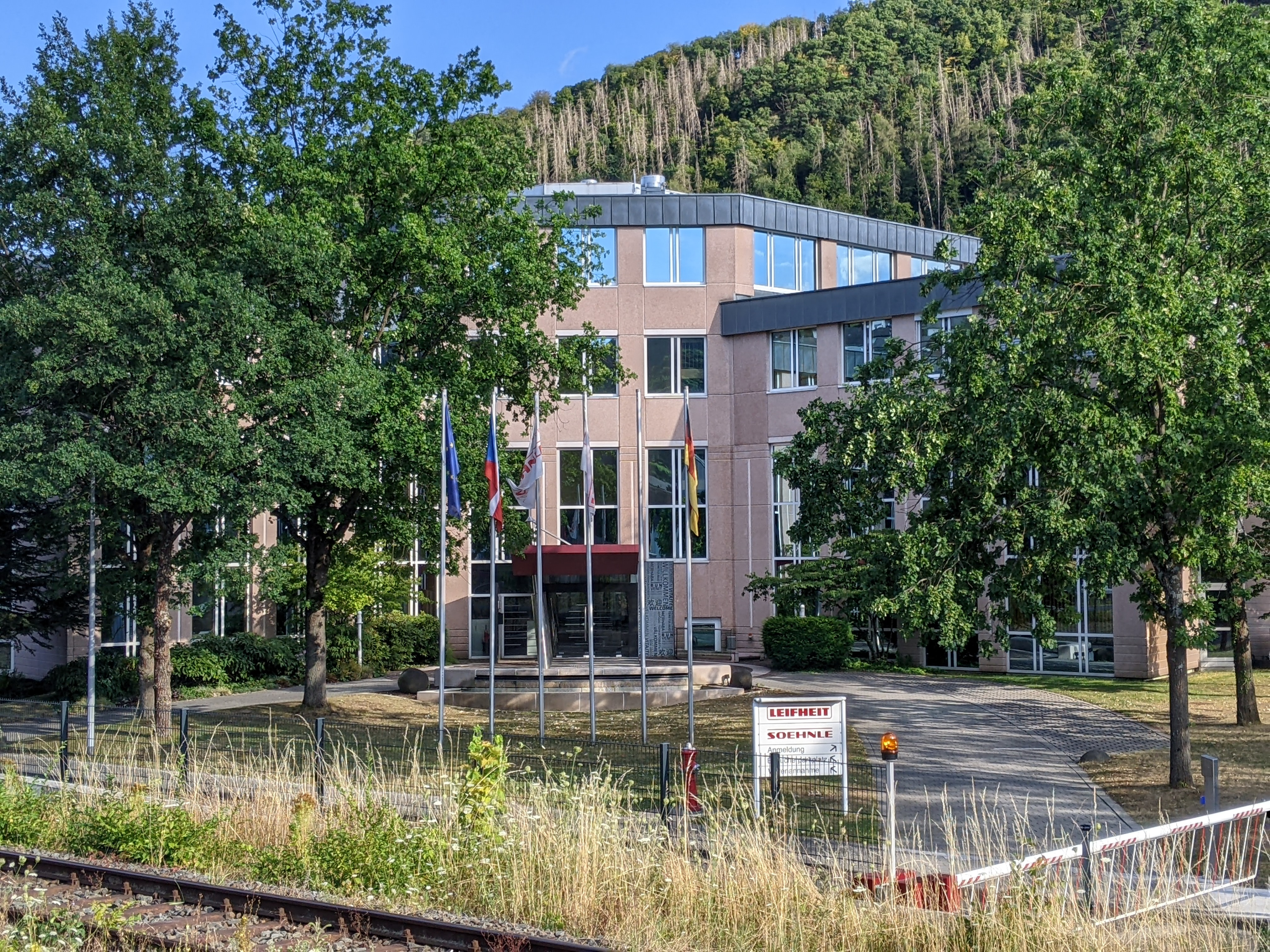
Firmensitz in Nassau

Das Unternehmen liefert in über 80 Länder und hat 14 Niederlassungen bzw. Standorte, wobei es vor allem auf dem europäischen Markt tätig ist (Stand 2025). Leifheit betreibt eigene Produktionsstätten in Deutschland, Frankreich und der Tschechischen Republik.
Im Jahr 2024 erwirtschaftete Leifheit 62,3 % der Erlöse im Ausland. Der Bereich E-Commerce machte im dritten Quartal des Jahres 2024 einen Anteil von 23 % am Umsatz des Unternehmens aus, mit steigender Tendenz.

### Aktie und Aktionärsstruktur
Die Leifheit AG ist seit 1984 an der Deutschen Börse gelistet. Ab September 2016 war Leifheit zeitweise im SDax gelistet.
Stand: Juli 2025
- 10,03 %: MKV Verwaltungs GmbH, Grünwald bei München (Manuel Knapp-Voith)
- 08,26 %: Ruthild Loh, Haiger (Ehefrau von Joachim Loh)
- 08,71 %: Leifheit AG, Nassau
- 00,05 %: Belegschaftsaktien mit Sperrfrist
- 72,68 %: Streubesitz

## Produkte
Das Unternehmen produziert und verkauft ausschließlich Haushaltsprodukte. Leifheit als Marke für Haushaltsartikel wird vom Unternehmen in drei Bereiche geteilt:
- Zu den Produkten im Bereich „Sauberes Zuhause“ zählen u. a. mechanische Reinigungsgeräte für die Boden- und Fensterreinigung, Fenstersauger[26][27] und wiederverwendbare Wischbezüge.[28]
- Im Bereich „Frische Wäsche“ werden Produkte zum Trocknen und Bügeln angeboten, darunter Wäschespinnen,[19] Wandtrockner, Standtrockner, Turmtrockner, Bügeltische und Bügelzubehör.[29]
- Zu dem Bereich „Clevere Küche“ gehören Küchenprodukte wie Schneidesets, Reibe-, Hobel- und Stampfsets, Isolierkannen, Vakuumiergeräte sowie Back-, Salat- und Grillbestecke.[30]

Laut Jenny Busche und Silke Biester in der Lebensmittel-Zeitung verstehe sich Leifheit als Qualitätsmarke und zitiert den Leifheit-Vorstandsvorsitzenden, Qualität müsse sich im Preis widerspiegeln. Daneben gehören zu den Marken des Unternehmens:
- Soehnle (Haushalts- und Personenwaagen, Soehnle-App)[32][15]
- Birambeau (Küchenhelfer), Anbieter für französische Handelsmarken[20][33]
- Herby (Wäschetrockner), Anbieter für französische Handelsmarken[20][33]

## Engagement
2023 war Leifheit mit seinen Auszubildenden an der Wiederbewaldung im Nassauer Stadtwald mit 4000 Bäumen beteiligt.

## Auszeichnungen
- 2011: Red Dot Design Award für den Knoblauchschneider Knobi King[36]
- 2011: Red Dot Design Award für die Soehnle-Küchenwaage Page Evolution[37]
- 2014: Red Dot Design Award für die Soehnle-Körperwaage Solar Fit[38]
- 2019: Testsieger Bodenwischer bei Im Test für den Bodenwischer Leifheit Profi XL micro duo Aluminium[39]
- 2020: Testsieger Wäscheschirme bei Im Test für den Wäscheschirm Linomatic 600 Delux Cover 82008[40]
- 2025: Testsieger Körperfettwaagen bei Im Test für den Soehnle / Leifheit Shape Sense Connect 200[41]

Seit 2006 erhielt Leifheit mehrfach das Siegel Fair Company vom Handelsblatt und gehört deren Fair-Company-Netzwerk an.